# Halichaetonotus riedli
Halichaetonotus riedli is een buikharige uit de familie Chaetonotidae. Het dier komt uit het geslacht Halichaetonotus. Halichaetonotus riedli werd in 1972 voor het eerst wetenschappelijk beschreven door Schrom. 